# Berliner Vertrag (1921)
Als Berliner Vertrag wird der Separatfrieden vom 25. August 1921 zwischen den Vereinigten Staaten und Deutschland nach Ende des Ersten Weltkriegs bezeichnet.

## Abschluss des Vertrags
Die republikanische Mehrheit im Kongress der Vereinigten Staaten hatte es am 19. März 1920 abgelehnt, nach der Beendigung des Ersten Weltkrieges den Friedensvertrag von Versailles und das Völkerbundstatut zu ratifizieren. Am 30. Juni 1921 hatte das amerikanische Repräsentantenhaus  bzw. am 1. Juli 1921 auch der Senat die sogenannte  „Porter-Knox-Resolution“ verabschiedet, die Bedingungen für einen mit Deutschland abzuschließenden Sondervertrag enthielt. Danach wollten die Vereinigten Staaten die Rechte, die ihnen nach dem Versailler Vertrag zugestanden hätten, in Anspruch nehmen können. Auf das erste inoffizielle Sondieren des amerikanischen Beauftragten Ellis Loring Dresel reagierte Deutschland unter Außenminister Friedrich Rosen grundsätzlich positiv. Unter dem bei der Präsidentenwahl von 1920 siegreichen Republikaner Warren G. Harding, der ab März 1921 amtierte, kam es daher bereits im August 1921 zum Abschluss des Sonderfriedens. Die Ratifizierung durch den Senat erfolgte am 18. Oktober 1921. Der Vertrag wurde von Deutschland am 2. November 1921 angenommen. Die Ratifikationsurkunden wurden am 11. November 1921 in Berlin ausgetauscht.

## Folgen
Wichtigste Folge des Berliner Vertrages war, dass die Reparationsleistungen von den Vereinigten Staaten nicht einseitig gegen Deutschland festgesetzt wurden, wie es der Versailler Vertrag vorgesehen hatte. Vielmehr wurde die Feststellung von Reparationen und Schadensersatz einem bilateralen Schiedsgericht überlassen, der German American Mixed Claims Commission (gemischte deutsch-amerikanische Schadenskommission). In den USA hatte sich seit dem 19. Jahrhundert, beginnend mit dem Pariser Vertrag (1815) mit Frankreich, eine völkerrechtliche Kultur gebildet, in der solche bilateralen Mixed Claims Conferences eine wichtige Rolle in der Beilegung von Konflikten darstellten. Insbesondere in der zweiten Hälfte des 19. Jahrhunderts dienten sie mehrfach der Schlichtung in Auseinandersetzungen mit Großbritannien – so 1853–1855 und 1872 (Cotton Claims) – aber auch mit Venezuela und Mexiko.

Wilhelm Kiesselbach (1922)

Die Schadenskommission, die mit dem deutsch-amerikanischen Abkommen vom 10. August 1922 eingerichtet wurde, war 10 Jahre lang tätig. Kommissare (commissioners) waren von amerikanischer Seite Chandler P. Anderson und von deutscher Seite der Rechtsanwalt Wilhelm Kiesselbach. Bei dem Schiedsgericht  waren Robert W. Bonynge als bevollmächtigter Vertreter (agent) der amerikanischen Regierung und Karl von Lewinski als Vertreter der Reichsregierung tätig.
Bekannte Fälle des deutsch-amerikanischen Schiedsgerichts waren das Verfahren über die Black-Tom-Explosion oder der Fall der Millionärstochter Virginia Loney, die als Überlebende der Lusitania-Katastrophe eine Entschädigung für den Verlust ihrer Eltern zugesprochen erhielt. Auch der Arabic-Fall des vom deutschen U-Boot U 24 torpedierten Passagierschiffs Arabic der White Star Line wurde vor der Mixed Claims Commission verhandelt. Aufgrund der Entscheidungen des Schiedsgerichts leistete die Bundesrepublik Deutschland noch bis 1979 Reparationszahlungen an die Vereinigten Staaten von Amerika.
Eine entsprechende Lösung wurde auch mit Österreich und Ungarn getroffen, den Nachfolgestaaten der ehemals mit den USA im Krieg befindlichen Donaumonarchie. In diesem Fall wurden die Verfahren von der trilateralen Tripartite Claims Commission verhandelt.